# Mathurin Janssaud
Marthurin Janssaud, né à Manosque (Alpes-de-Haute-Provence) le 29 mars 1857 et mort à Paris 15e le 27 janvier 1940, est un Peintre français, connu pour ses aquarelles et pour avoir fait partie du groupe de Concarneau.

## Biographie
On sait peu de choses sur les débuts de Janssaud, si ce n'est qu'il a quitté sa province natale avant le début de la Première Guerre mondiale. Comme beaucoup d'artistes de l'époque, il s'est d'abord rendu à Paris, mais avec le temps, il s'est intéressé aux scènes de Bretagne et en particulier les scènes côtières de Concarneau.
À ce titre, il appartint au groupe de Concarneau, un groupe de onze peintres locaux et nationaux ayant le même attrait pour les paysages de la ville : Alfred Guillou, Théophile Deyrolle, Henri Barnoin, Fernand Legout-Gérard, Eugène Labitte, Emile-Benediktof Hirschfeld, Lucien-Victor Delpy, Paul Eschbach, Lucien et Émile Simon.

## Œuvre
Le peintre Henri Belbeoch commente : « La représentation de Janssaud des femmes en jupe attachée, en quête de fraîcheur sous le ciel orageux, démontre un certain réalisme qui distingue son travail des autres scènes pastorales favorisées par son public bourgeois. Janssaud a donné à son public ce qu'il aimait peindre. »
Le musée d'Orsay à Paris conserve son pastel Coucher de soleil dans un port breton, Concarneau ?.